# Johann Ludwig (Cellist)
Johann Ludwig (* 1980 in Köln) ist ein deutscher Cellist und Komponist.

## Leben
Nach seinem Studium bei den Professoren Alwin Bauer, Maria Kliegel und Claus Kanngiesser erhielt Ludwig Kammermusikunterricht beim Alban Berg Quartett und bei Alexander Lonquich. Des Weiteren besuchte er Meisterkurse bei Mstislaw Leopoldowitsch Rostropowitsch, Miklos Perenyi und Wolfgang Böttcher. Weitere Impulse erhielt er von Siegfried Palm, Mirko Dorner und David Geringas.
Er sammelte Erfahrung bei Dirigenten wie Sir Colin Davis, Christoph Eschenbach und Mario Venzago und bei Konzerten mit Thomas Brandis, Saschko Gawriloff, Siegfried Palm, Stewart Eaton, Hartmut Rohde und Wolfgang Güttler. Preise bei internationalen Wettbewerben führten Ludwig zu solistischen Auftritten mit Orchestern wie dem tschechischen Nationalorchester, dem „WDR Sinfonieorchester Köln“, der „Philharmonia Hungarica“, den Staatsorchestern in Frankfurt/Oder, Kiel, Halle, und der „Nikolaus Esterházy Sinfonia Budapest“.
Er wurde eingeladen, auf den größten Musik-Festivals in der Schweiz, in Tschechien, in Brasilien, in Japan, in Korea und in Deutschland zu spielen.
Als Orchestermusiker arbeitete Johann Ludwig von 2006 bis 2008 als Solocellist des Philharmonischen Orchesters Regensburg.
2008–2015 war er Solocellist der Badischen Staatskapelle Karlsruhe.
Seit 2015 ist er Konzertmeister der Violoncelli des Hessischen Staatsorchesters Wiesbaden.
Zudem ist Johann Ludwig seit 2018 Mitglied und seit 2019 Solocellist des Bayreuther Festspielorchesters.

## Werke
Ludwig veröffentlichte bisher neben Rundfunk- und Fernsehproduktionen auch CDs mit Werken von Mirko Dorner, Haydn und anderen wie Martinů, Popper und Schulhoff.

## Auszeichnungen
Ludwig erhielt mehrere Stipendien und Auszeichnungen:
- Ludwig war u. a. Stipendiat der Studienstiftung des deutschen Volkes, der Deutschen Stiftung Musikleben, der Kunststiftung NRW, der Jürgen-Ponto-Stiftung und der Werner Richard & Dr. Carl Dörken-Stiftung.
- Zudem erhielt er den Ibach-Preis, den Kulturpreis der Sparkassen NRW, den Kulturförderpreis der Unnaer Wirtschaft und den Kulturförderpreis der Stadt Pulheim.